# ガーデングローブ (カリフォルニア州)

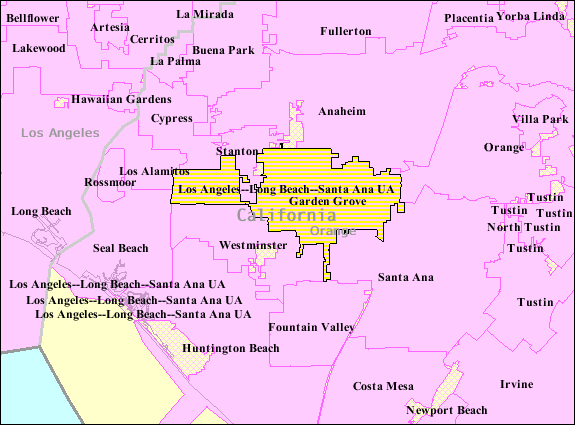
ガーデングローブ、西側の飛び地がウェスト・ガーデングローブ

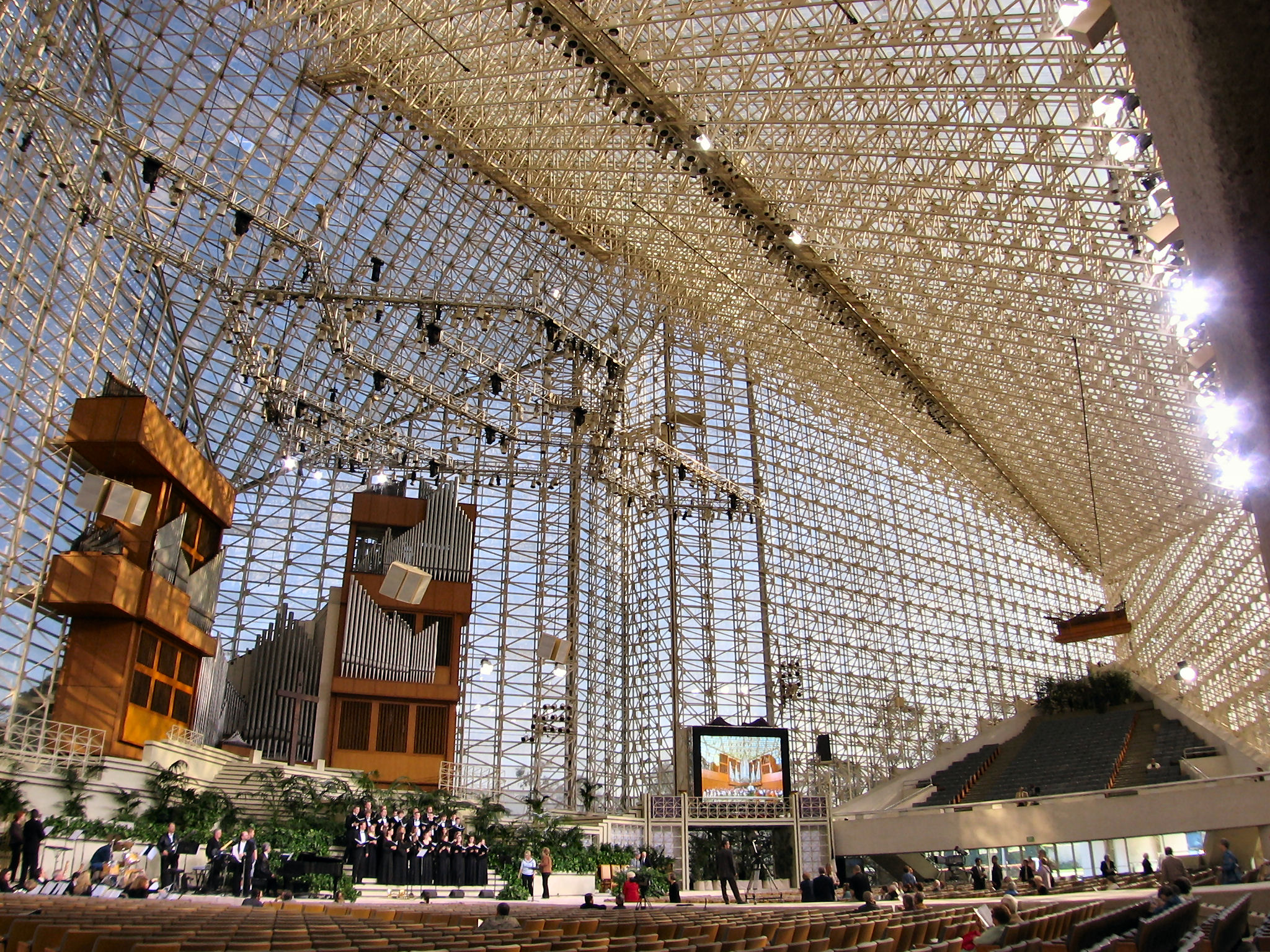
クリスタル・カセドラル

ガーデングローブ（英: Garden Grove）は、アメリカ合衆国カリフォルニア州南部オレンジ郡の都市である。人口は17万1969人（2020年）。ガーデングローブ・フリーウェイと呼ばれるカリフォルニア州道22号線が市内を東西に抜けている。南カリフォルニア以外の地ではロバート・H・シュラーが宗教的宣伝活動を行っているクリスタル・カセドラルがあることで知られている。
市内西端にはウェスト・ガーデングローブという飛び地のような地区があり、ガーデングローブ・ブールバードに沿って走る細長い土地によって市内の他の部分と結びついている。

## 歴史
ガーデングローブの町は1874年にアロンソ・クックによって設立された。この年には教育学区が編成され、メソジスト教会が建設された。1905年に鉄道が通るまでは小さな田園の交差点に過ぎなかった。鉄道の開通で町が繁栄するようになり、オレンジ、クルミ、チリペッパーを生産し、後には苺も作るようになった。1933年のロングビーチ地震によって町の業務地区の大半が破壊され、1人が死んだ。第二次世界大戦後の好景気で町は急速に発展し、1956年、人口約44,000人で市制を布いた。
人口は1960年までに85,000人、1970年には120,000人と増加した。1970年代後半と1980年代には、かなりの数のアジア人（主にベトナム人と韓国人）が入ってきた。近年、ハーバー・ブールバード近辺が娯楽と観光の地になり、9階建てのホテルもできた。ガーデングローブの著名な住人としては、俳優のスティーヴ・マーティン、冒険家のスティーヴ・フォセット、野球選手のレニー・ダイクストラとアラン・トランメル、アメリカンフットボール選手のジョン・ドレンボスがいる。南カリフォルニアのバンド、サブライムの歌にはガーデングローブという名前のものがある。
毎年メモリアルデーの週末に行われる苺祭はアメリカ合衆国西部でも最大級の地域祭であり、およそ25万人を集めている。この祭は市の農業の経歴を祝うものである。市域内のユークリッド通りとハザード・アベニュー沿いには苺園が1つ残っている。

## 地理
ガーデングローブは北緯33度46分44秒 西経117度57分37秒 / 北緯33.77889度 西経117.96028度に位置する。アメリカ合衆国国勢調査局に拠れば、市域全面積は18.0平方マイル (46.7 km2)であり、このうち水域率は0.11％であり、ほとんどが陸地である。

## 人口動態
以下は2000年の国勢調査による人口統計データである。
| 基礎データ - 人口: 165,196人 - 世帯数: 45,791世帯 - 家族数: 36,449家族 - 人口密度: 3,539.5人/km2（9,165.2人/mi2） - 住居数: 46,703軒 - 住居密度: 1,000.7軒/km2（2,591.1軒/mi2） 人種別人口構成 - 白人: 46.88% - アフリカン・アメリカン: 1.31% - ネイティブ・アメリカン: 0.76% - アジア人: 30.92% - 太平洋諸島系: 0.65% - その他の人種: 15.35% - 混血: 4.12% - ヒスパニック・ラテン系: 32.45% 年齢別人口構成 - 18歳未満: 28.5% - 18-24歳: 9.2% - 25-44歳: 33.4% - 45-64歳: 19.3% - 65歳以上: 9.5% - 年齢の中央値: 32歳 - 性比（女性100人あたり男性の人口） - 総人口: 100.2 - 18歳以上: 98.6 | 世帯と家族（対世帯数） - 18歳未満の子供がいる: 42.6% - 結婚・同居している夫婦: 59.7% - 未婚・離婚・死別女性が世帯主: 13.0% - 非家族世帯: 20.4% - 単身世帯: 15.2% - 65歳以上の老人1人暮らし: 6.0% - 平均構成人数 - 世帯: 3.56人 - 家族: 3.90人 収入と家計 - 収入の中央値 - 世帯: 47,754 米ドル - 家族: 49,697米ドル - 性別 - 男性: 33,295米ドル - 女性: 26,709米ドル - 人口1人あたり収入: 16,209米ドル - 貧困線以下 - 対人口: 13.9% - 対家族数: 10.5% - 18歳未満: 17.1% - 65歳以上: 10.0% |

## 政治

### 市政府
ガーデングローブ市の最近の包括的年間財務報告書に拠れば、市の歳入は2億600万ドル、歳出は1億9,300万ドル、総資産10億9,890万ドル、総負債2億5,150万ドル、現金と投資額1億9,630万ドルである。
登録有権者65,208人の中で39.8％は共和党、38.7％は民主党を支持している。残り21.5％は回答無しか少数政党の支持者である。
市政委員会は市長を含めたメンバー5人で構成され、毎月第2と第4火曜日に開催されている。
自己流反共産主義集団の自由ベトナム臨時政府の本部が市内にある。

### 救急サービス
ガーデングローブ消防署にはケア・アンビュランス・サービスの救急車が備えられている。ガーデングローブ警察署が法の執行を担当している。

### 州と連邦政府
カリフォルニア州議会では、上院の第34と第35および下院の第67、第68、第69選挙区に属している。連邦議会下院ではカリフォルニア州第40、第46、第47選挙区に属し、クック投票動向指数ではそれぞれ共和党+8、+6、民主党+4となっている。2010年時点での代議員は共和党、民主党ともに拮抗している。

## 経済
ガーデングローブの包括的年間財務報告書2008年版によれば、市内の大きな雇用主トップ10は以下の通りである。
| 順位 | 雇用主                               | 従業員数 |
| ---- | ------------------------------------ | -------- |
| 1    | クリスタル・カセドラル               | 600      |
| 2    | ガーデングローブ病院/医療センター    | 541      |
| 3    | エア・インダストリーズ               | 538      |
| 4    | ライナー・ハルス・プロダクツ         | 411      |
| 5    | ハイアット・リージェンシー           | 400      |
| 6    | ドリーセン・エアクラフト・インテリア | 370      |
| 7    | セント・ゴベイン・パフォーマンス     | 363      |
| 8    | オフィスマックス                     | 360      |
| 9    | GKN エアロスペース                   | 357      |
| 10   | C & D ゾディアック                   | 300      |

## 芸術と文化
市内にはガーデングローブ・プレイハウス、ジェム劇場およびフェスティバル円形劇場という3つの劇場がある。円形劇場では毎年夏にシェイクスピア祭を行うシェイクスピア・オレンジ郡が開催される。劇場は全てガーデングローブ市が所有しているが、外郭団体が運営している。ガーデングローブ・プレイハウスは同名の非営利団体が運営している。ジェム劇場は「ワンモア・プロダクションズ」のダミアン・ロートンとニコル・カセッソが運営している。フェスティバル円形劇場はシェイクスピア・オレンジ郡の美術監督トマス・ブラダックが管理している。
ガーデングローブ苺祭と呼ばれるミシシッピ川より西では2番目に大きな祭が開催される。ミス・ガーデングローブ・スカラシップ・プログラムなど多くの組織が、毎年メモリアルデーの週末に開催されるこの祭に関わっている。

## 著名な出身者と住人

### 芸能界
- ウォリー・ジョージ - 元トークショーのホスト
- スコット・クロプフェンスタイン - バックアップ・シンガー、キーボード、トランペット、ギター奏者、スカパンク・バンドのリール・ビッグ・フィッシュ所属
- デクスター・ホーランド - オフスプリングのリードボーカル、ガーデングローブ市についての歌"The Kids Aren't Alright"を制作[7]
- スティーヴ・マーティン - 俳優、コメディアン、著作家
- ジェネット・マッカーディ - カントリー・ミュージシャン、女優、テレビ番組iCarlyに出演
- ブラドリー・ノーウェル - サブライムのリードボーカル、ガーデングローブ市についての歌"Garden Grove"を制作
- モニク・パウェル - セイブ・フェリスのリードボーカル
- ユーニス・プリングル - 女優、1929年に映画界の大立て者アレクサンダー・パンタジェスを強姦で告発
- ケビン・'ヌードルズ'・ワッサーマン - ザ・オフスプリングのリードギター奏者
- アトレイユ - メタルコアのバンド
- アルロシア - ポストハードコアとエレクトロニカのバンド

### 運動選手
- バート・ブライレブン – 元MLBメジャーリーグベースボール選手、スポーツ解説者、サンティアゴ高校卒
- ボビー・クロスビー - MLB選手、2004年の新人王、パシフィカ高校卒
- レニー・ダイクストラ – 元MLB選手、ニューヨーク・メッツ、フィラデルフィア・フィリーズ、ガーデングローブ高校卒
- ルイス・ジル - サッカー選手、レアル・ソルトレイク
- ローリン・"ホワイティ"・ハリソン – サーファー、サーフィンの改革者
- マイク・イウパティ – アメリカンフットボール選手
- ノーム・ジョンソン – 元NFLアメリカンフットボール選手
- ダリル・カイル – 元MLB選手
- リー・オブライエン – ソフトボール選手、アトランタオリンピックの金メダリスト
- クレイグ・パケット – 元MLB選手、ランチョアラミトス高校卒
- トロイ・ポラマル – NFLアメリカンフットボール選手、ピッツバーグ・スティーラーズ
- ボブ・スティーブンス – 元MLB選手、デトロイト・タイガース、ボルサグランデ高校卒
- エド・テンプルトン – プロのスケートボーダー、画家
- アラン・トランメル – MLBデトロイト・タイガースの元選手、監督
- マット・トレーナー – MLB選手、フロリダ・マーリンズ
- ランディ・バタハ – 元NFLアメリカンフットボール選手

### 政治家
- アダム・イェヒイェ・ガダーン - アメリカのアルカーイダ（生まれたときはアダム・パールマン）、ビン・ラーディンとアルカーイダの英語スポークスマン
- ジム・シルバ - カリフォルニア州下院議員、元オレンジ郡監督評議会委員、元ハンティントンビーチ市長
- ビル・トーマス - 元アメリカ合衆国下院議員、下院歳入委員会元委員長、ガーデングローブ高校卒
- ロバート・K・ドーナン- 元アメリカ合衆国下院議員
- ジャネット・グウェン - オレンジ郡監督官
- ロレッタ・サンチェス - アメリカ合衆国下院議員
- カート・プリングル - 元州下院議員、同議長、現アナハイム市長

### その他
- スティーヴ・フォセット - 飛行家、冒険家
- マイケル・A・モンソア - 海軍の軍人、Navy SEALs、名誉勲章受章者
- ティボー・ルービン - 名誉勲章受章者